# Мегапиксель
Мегапиксель (мегапиксел, Мп, англ. megapixel) — один миллион (1 000 000) пикселей, формирующих изображение. В мегапикселях измеряется одна из важных характеристик монитора и цифрового фотоаппарата — разрешение матрицы. Также в мегапикселях измеряют размер созданного или отсканированного изображения, чтобы соотнести его размер с размером известного снимка. Термин введён маркетологами фирмы Kodak в 1986 году.

## Насколько важно разрешение снимка
Мегапиксели — не самое главное в снимке или фотоаппарате. Важным является то, как формируется каждый пиксель. Это может быть отсканированная фотоплёнка, пиксель с матрицы с байеровским фильтром или пиксель с матрицы Foveon X3. В случае цифрового фотоаппарата физический размер матрицы играет ключевую роль: чем он меньше при одинаковом количестве мегапикселей, тем более «шумным» будет снимок.
По состоянию на середину 2008 года, даже в недорогих компакт-камерах стоят матрицы высокого разрешения, превосходящие по своим возможностям разрешающую способность маленького объектива. Кроме того, в области любительских фотоаппаратов постоянно растущее разрешение не вызывает соответствующий рост и без того малого физического размера светочувствительной матрицы. Это приводит к сильному повышению уровня шумов на снимках. Программное обеспечение «мыльниц» подавляет возникшие шумы, что, в свою очередь, приводит к «замыленности» снимка. При просмотре таких снимков в масштабе 100 % качество снимка очень невысокое. Нечёткость и «замыленность» несколько ослабляются при уменьшении масштаба просмотра (или печати). При этом теряется необходимость в большом количестве мегапикселей.
К тому же разные матрицы, построенные по одному и тому же принципу, обладают различными недостатками. Также современные сканеры при максимальном разрешении по разрешающей способности сильно превосходят пару «плёнка-объектив» и отсканированные при высоком разрешении кадры не будут иметь ожидаемого количества деталей.
Таким образом, количество мегапикселей не является главным показателем качества аппарата.

## Дисплей
В таблице указано количество мегапикселей типичных дисплеев компьютеров и телефонов, а также телевизоров:
| Устройство                                             | Разрешение   | Количество мегапикселей |
| ------------------------------------------------------ | ------------ | ----------------------- |
| Кнопочный телефон                                      | до 640×480   | до 0,3 Мп               |
| iPhone 4                                               | 640×960      | 0,6 Мп                  |
| Дисплей ноутбука (типичный на 2013 г.)                 | 1366×768     | 1 Мп                    |
| Отдельный монитор для компьютера (типичный на 2013 г.) | 1920×1080    | 2 Мп                    |
| Телевизор NTSC                                         | 640×480      | 0,3 Мп                  |
| Телевизор HDTV (HD Ready)                              | 1280×720     | 0.8 Мп                  |
| Телевизор HDTV (Full HD)                               | 1920×1080    | 2 Мп                    |
| Apple iPad 3                                           | 2048×1536    | 3.1 Мп                  |
| Смартфон LG G3 (Quad HD)                               | 2560×1440    | 3.7 Мп                  |
| MacBook Pro с дисплеем Retina                          | 2880×1800    | 5.2 Мп                  |
| Телевизор UHDTV                                        | 3840×2160    | 8.3 Мп                  |
| Стандарт IMAX                                          | до 7680×4320 | до 33.2 Мп              |

## Печать фотографий
От количества мегапикселей зависит размер и разрешение фотоснимков.
| Желательный размер отпечатков (см) | Приемлемое разрешение (количество мегапикселей) | Предпочтительное разрешение (Количество мегапикселей) |
| ---------------------------------- | ----------------------------------------------- | ----------------------------------------------------- |
| 6×9                                | 640×480(0,3 Мп)                                 | 1024×768 (0,8 Мп)                                     |
| 9×12                               | 1024×768 (0,8 Мп)                               | 1600×1200 (1,9 Мп)                                    |
| 10×15                              | 1024×768 (0,8 Мп)                               | 1712×1200 (2 Мп)                                      |
| 13×18                              | 1152×864 (1 Мп)                                 | 2048×1536 (3,1 Мп)                                    |
| 20×30                              | 1600×1200 (1,9 Мп)                              | 2272×3048 (7,7 Мп)                                    |

Если пренебрегать размером фотографий и печатать маленькие фотографии на большой бумаге, то изображение будет получаться менее резким и на контрастных границах будет заметна ступенчатость.
При печати до формата 15×20 для безупречной резкости требуется качество печати 300 ppi (для снимка 10×15 (4×6 дюймов) это 1200×1800 точек). На формате A4 уже не требуется такого разрешения, так как снимок будет рассматриваться с бо́льшего расстояния. Фотомашины для печати крупных форматов обычно имеют разрешение менее 300 ppi, например, Durst Theta 76 имеет всего 254 ppi.

## Рекорды
Советский спутник «Зонд-3» 1965 года сделал снимки Луны качеством около 0,9 Мп.
320-гигапиксельный снимок Лондона создан из 48640 высококачественных цифровых фотографий, снятых на Canon 7D в течение трёх дней и обработанных в течение трех месяцев.